# シンゴニウム
シンゴニウム、シンゴニューム（学：Syngonium）は、サトイモ科に含まれる属の一つ。または、シンゴニウム属に含まれる植物の総称。観葉植物として親しまれる。

## 特徴
熱帯アメリカに30種程度が自生している。葉の形状はアンスリウム、カラジウムに似て、矢尻型、心臓型になる。つる性で、大きくなると全長は200ｃｍ以上に成長する。成株は2m以上の大きさになり、葉はポトスに似て深裂するが、小型～中型の状態で流通する為、大きく育てないと見ることはできない。葉に斑が入る種や、新芽が赤く色づく種、葉色がくすんだ灰色になる種など草姿のバリエーションに富む。一部種はキサントソーマなどに似て、白い葉脈が目立つ品種もある。また、オリヅルランなどと同じく空中のホルムアルデヒドを吸着する能力に優れる。花はサトイモ科に多く見られる形態をしており、仏炎苞が肉穂花序を包み込むように花が咲く。ただ、栽培下で花を見るのはやや難しい。他のサトイモ科の植物と同じく、水はけが良い土壌で、暗くて高温多湿の環境下を好み、寒さにはかなり弱い。花言葉には「喜び」「心変わり」「平和の祈り」がある。

## 栽培方法
植え付け、植え替えは夏頃に行う。冬頃は休眠期の為、植え替えや灌水、施肥などはできるだけ控える。ただし葉自体は休眠して地上部が枯れない限り、年中観賞が可能。施肥も成育期にあたる4～10月頃に化成肥料や液体肥料を施肥すると成育が良くなる。夏は直射日光による葉焼けに注意する。室内で管理する場合はエアコンや扇風機の風が当たらない場所置く。あまりにも暗い環境で育てると斑や、新芽の色などが薄くなり、徒長する原因にもなるので光量を調節しながら栽培する。成育期の夏は水をかなり吸い上げるので水切れに気を付ける。真夏は腰水の状態で管理しても良い。ただし、浸している水は腐るのを防止するため、毎日変えるのが望ましい。冬季は10度以上を保ち、休眠期に入るので水やりは控える。寒さにもかなり弱いので防寒対策を適切に行う。害虫はキノコバエ、アブラムシ、カイガラムシ、ハダニがある。

## 名称について

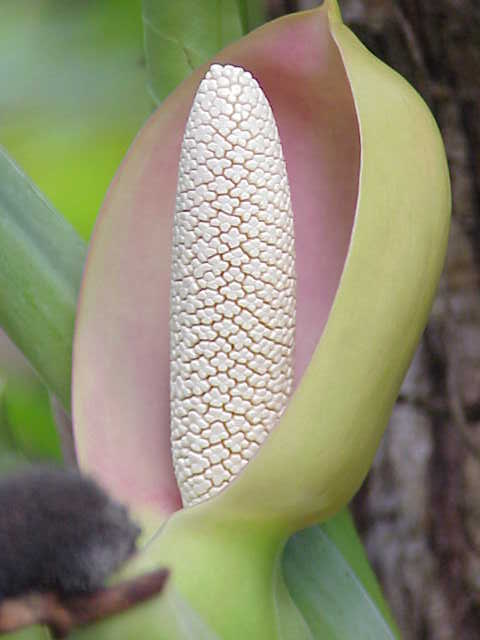
花

属名 Syngonium は、Syn（合成する）＋Gone（子宮）の合成語である。語源は不明。

## 下位分類
30種程度が認められる。参考元はこちら。
- シンゴニウム・ウェンドランディー

　（Syngonium wendlandii）
- シンゴニウム・エリスロフィルム

　（Syngonium erythrophyllum）
- シンゴニウム・ドドソニアヌム

　（Syngonium dodsonianum）
- シンゴニウム・ハルリンギアヌム

　（Syngonium harlingianum）
- シンゴニウム・ポドフィルム

　（Syngonium podophyllum）
- シンゴニウム・ポドフィルム・シルキー

　（Syngonium podophyllum ‘Silky’）
- シンゴニウム・ポドフィルム・ホワイトバタフライ

　（Syngonium podophyllum ‘White Butterfly’）